# CETEDEX
El Centro Tecnológico de Desarrollo y Experimentación o CETEDEX es un centro dependiente del Ministerio de Defensa, y adscrito al Instituto Nacional de Técnica Aeroespacial (INTA) anunciado en diciembre de 2022 y cuya construcción se proyecta entre 2023 y 2029 en Jaén.
El centro contará con un campus principal de 8 hectáreas y un campo de pruebas avanzado de 600 hectáreas en el Parque Empresarial Nuevo Jaén.

## Programas
El proyecto ubicado en el norte de Jaén, está diseñado por la firma de arquitectura Morph Estudio en Madrid junto a la Ingeniería Typsa. 
Es un proyecto generativo que desarrolla su propuesta integrando arquitectura con el paisaje existente adaptándose al relieve y a su entorno. El resultado es una construcción flexible, desmontable, innovadora y circular.
Inicialmente el Campus CETEDEX se distribuye a través de varios edificios independientes y autónomos y plantea tres pilares de actuación:
- Sistemas de defensa anti-dron. Sistema completo con capacidad de detección y neutralización, una zona de radiación controlada y una zona de vuelo e instalación de sensores.
- Vehículos autónomos e inteligentes. Área de ensayos y certificación para sistemas avanzados de ayuda a la conducción, tanto de vehículos militares como industriales y agrícolas.
- Inteligencia artificial. Análisis automático e inteligente de grandes volúmenes de datos, desarrollo de tecnologías para el mantenimiento predictivo, análisis de múltiples fuentes de información y aplicaciones de tecnologías biométricas.

## Obras
La construcción del campus principal se compone de dos fases:
- Vallado. Licitación prevista para abril de 2023 y ejecución entre julio y diciembre de 2023.
- Urbanización y edificaciones. Licitación prevista para septiembre de 2023 y ejecución de las obras durante 24 meses, a partir de julio de 2024.

Por su parte, la recepción de la capacidad inicial se espera para diciembre de 2026 y la capacidad completa para finales de 2029.
El proyecto aún no tiene concreción alguna en planos o presupuesto. En documentos internos del propio INTA, en su Plan de Actuación Anual de 2023reconoce que el proyecto depende de la aprobación del PERTE de Defensa y de los fondos finalmente asignados, el cual no está ni en fase de borrador.
Por el momento, a mediados de 2024 y una vez vallado el recinto, si no se acumulan nuevos retrasos, se espera que las obras comiencen a finales de 2024. 

## Polémica
El anuncio de la construcción del CETEDEX se produjo en medio de la polémica por la asignación del Plan Colce a Córdoba, cuando la ciudad de Jaén parecía contar con el apoyo de las administraciones autonómica y nacional para la asignación de la Base Logística del Ejército de Tierra, lo que supuso la denuncia por prevaricación contra el Ministerio de Defensa. Esta decisión conllevó grandes manifestaciones contra el ninguneo percibido hacia la provincia de Jaén, así como el auge del partido Jaén Merece Más y su posterior concurrencia a las Elecciones al Parlamento de Andalucía de 2022 (como parte de la plataforma de la España Vaciada), en las que se quedaron a las puertas de conseguir un escaño.
Esto hizo que la concesión del CETEDEX se viera como compensación con la provincia de Jaén, afirmando el propio presidente Pedro Sánchez durante su presentación que “durante años, Jaén ha visto pasar muchas oportunidades. Por eso, la deuda del Estado con Jaén tiene que saldarse, es momento de romper inercias históricas y de agravios injustificados”.